# Bus EISA
Pour les articles homonymes, voir Eisa.
Précédent Suivant
L'Extended Industry Standard Architecture (abrégée en EISA) est une norme de bus pour les ordinateurs compatibles IBM PC. Elle a été annoncée en septembre 1988 par un consortium de vendeurs de clones de PC (le Gang of Nine) comme une alternative à l'architecture Micro Channel (MCA) crée par IBM dans sa série PS/2.
Comparé au bus AT, rebaptisé rétroactivement bus ISA par (le Gang of Nine) pour éviter toute violation de la marque déposée d'IBM sur son PC/AT, l'EISA offre une extension à 32 bits et permet à plusieurs processeurs de partager le bus. De plus, il améliore la gestion du bus pour prendre en charge l'accès à 4 Go de mémoire. Contrairement au MCA, l'EISA est rétro compatible avec les anciennes cartes ISA, les lignes et les emplacements pour l'EISA constituant un ensemble supplémentaire à l'ISA.
L'EISA a été préférée par les fabricants en raison du caractère propriétaire de l'MCA, et même IBM a lancé quelques machines prenant en charge cette norme. Bien que son implémentation soit relativement coûteuse (mais moins que le MCA), elle n'a jamais connu une popularité marquée dans les ordinateurs de bureau. Cependant, elle a rencontré un succès raisonnable sur le marché des serveurs, car elle était mieux adaptée aux tâches nécessitant une large bande passante, comme l'accès aux disques et le réseau. La plupart des cartes EISA fabriquées étaient des cartes SCSI ou des cartes réseau. De plus, l'EISA était disponible sur certaines machines non IBM, notamment le DEC AlphaServer, le HP 9000 D-class, le SGI Indigo2 et le MIPS Magnum.
Au fur et à mesure que le marché exigeait des bus offrant des vitesses et des capacités plus élevées pour les ordinateurs de bureau, le bus local VESA et, par la suite, le PCI ont émergé pour répondre à ces besoins, reléguant l'EISA dans l'ombre.

## Histoire

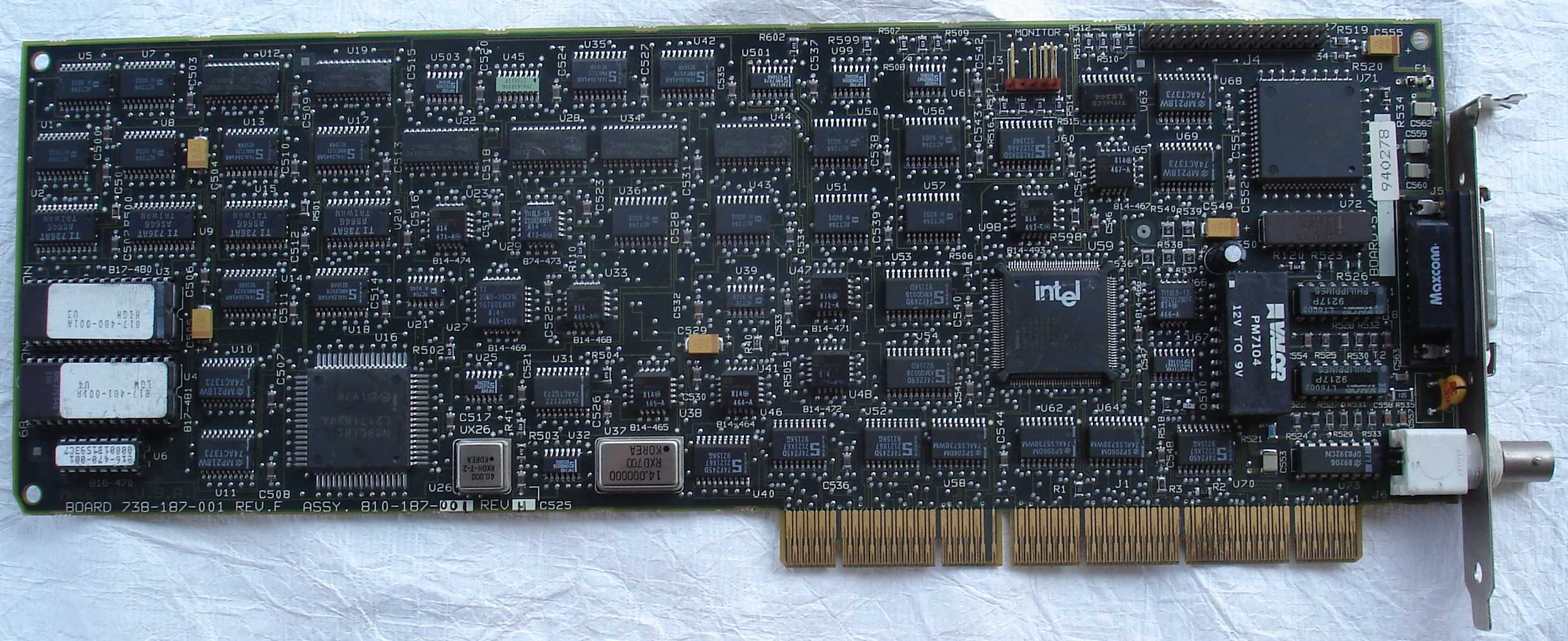
Carte réseau EISA

Le Bus EISA (Extended Industry Standard Architecture) a été introduit en 1988 dans le cadre d'un effort de standardisation visant à étendre les capacités des bus d'extension des ordinateurs personnels,,,.  

### Contexte et développement
L'essor des ordinateurs personnels au début des années 1980 a entraîné une demande croissante pour des systèmes informatiques offrant des performances et des capacités étendues. À cette époque, l'ISA (Industry Standard Architecture) était le bus d'extension le plus largement utilisé,. Cependant, son architecture 16 bits était devenue un goulot d'étranglement pour les performances des systèmes informatiques en pleine évolution.

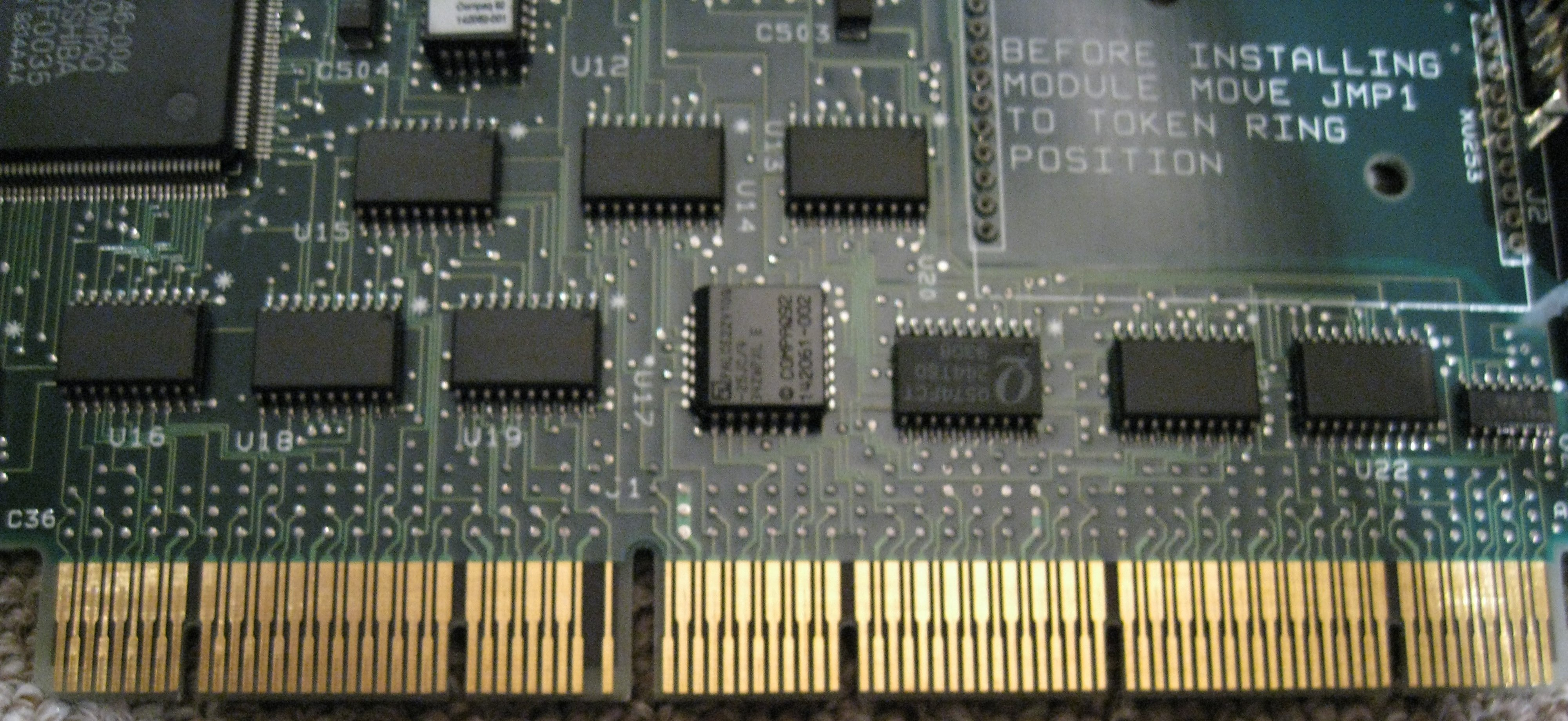
Carte EISA

Pour répondre à ces besoins croissants, un consortium d'entreprises informatiques, comprenant notamment Compaq, AST Research et Tandy Corporation, Epson, NEC, Wyse, Olivetti, Hewlett-Packard, Zenith Data Systems s'est réuni pour développer une nouvelle norme de bus d'extension plus avancée. Cette norme, connue sous le nom d'EISA, visait à fournir une architecture 32 bits offrant des performances supérieures à celles de l'ISA tout en conservant une compatibilité avec les anciennes cartes d'extension,,,.

### Caractéristique principales

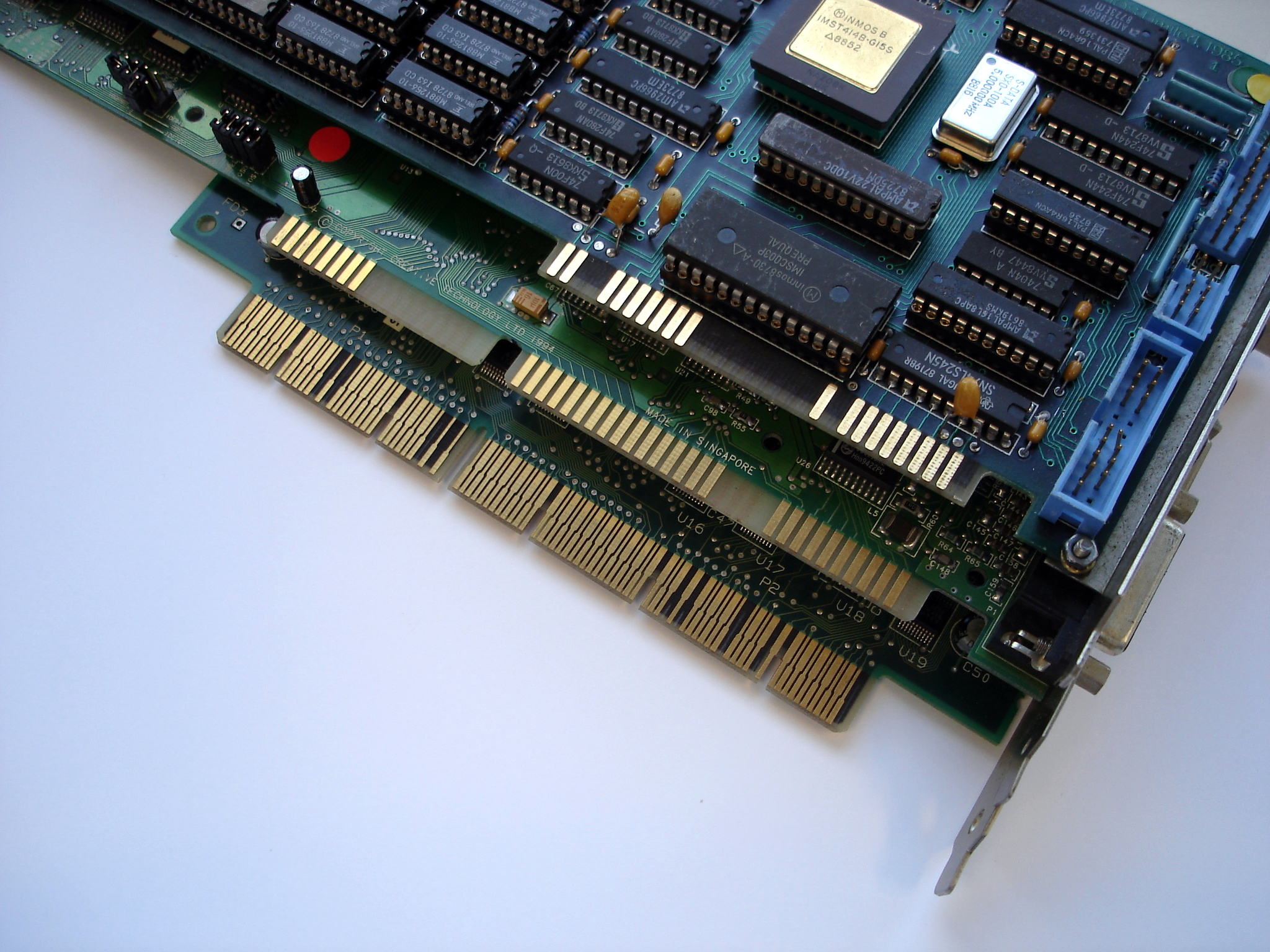
Différents systèmes de bus pour PC, basés les uns sur les autres : bus 8 bits du XT, bus 16 bits ISA, bus 32 bits Extended ISA (EISA)

L'EISA permettait non seulement une architecture à 32 bits, mais également la possibilité pour plusieurs processeurs de partager le bus, offrant ainsi des capacités multitâches améliorées,,. De plus, il améliorait la gestion du bus pour prendre en charge des configurations jusqu'à 4 Go de mémoire, ce qui était considérablement plus élevé que les limites imposées par l'ISA,. 

### Adoption et utilisation
Malgré ses avantages techniques, l'EISA n'a jamais atteint le niveau de popularité escompté dans les ordinateurs de bureau grand public. Son coût d'implémentation, bien que moins élevé que celui du MCA (Micro Channel Architecture), a limité son adoption. Cependant, il a trouvé un certain succès sur le marché des serveurs, où ses performances supérieures et sa compatibilité avec les anciennes cartes ISA étaient plus appréciées.

### Déclin et remplacement
À mesure que les exigences en matière de performances et de capacités des ordinateurs personnels augmentaient, de nouveaux bus d'extension, tels que le bus local VESA (VESA Local Bus) et le PCI (Peripheral Component Interconnect), ont émergé pour répondre à ces besoins,. Ces nouvelles normes ont finalement supplanté l'EISA, qui est progressivement tombé dans l'obscurité.

## Caractéristiques

### Architecture 32 bits

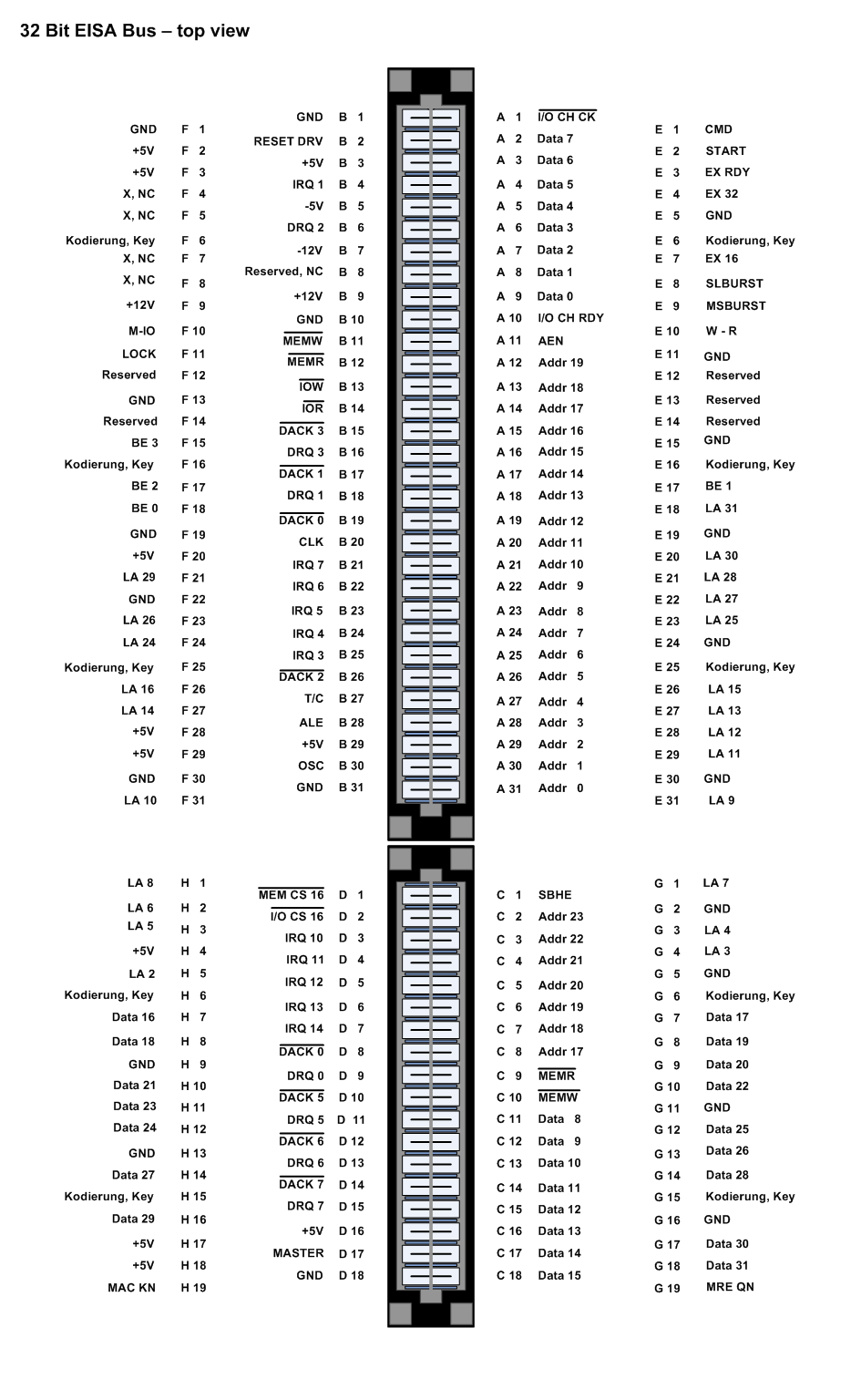
Brochage EISA

Contrairement au bus ISA (Industry Standard Architecture) de 16 bits largement utilisé à l'époque, l'EISA offrait une architecture à 32 bits, permettant des transferts de données plus rapides et une capacité d'adressage mémoire étendue,,.  

### Support multiprocesseur
Une des fonctionnalités clés de l'EISA était sa capacité à permettre à plusieurs processeurs de partager le bus. Cela offrait des possibilités de traitement multitâche améliorées, permettant à plusieurs processeurs de travailler en tandem pour des performances optimisées,.

### Gestion du bus améliorée
L'EISA améliorait la gestion du bus par rapport à l'ISA, permettant des configurations plus complexes et des accès à la mémoire étendue jusqu'à 4 Go, dépassant ainsi les limitations de l'ISA.

### Compatibilité avec les cartes ISA
Une caractéristique importante de l'EISA était sa rétrocompatibilité avec les cartes d'extension ISA existantes. Les emplacements EISA étaient conçus pour accueillir les cartes ISA plus anciennes, permettant aux utilisateurs de migrer progressivement vers la nouvelle norme sans avoir à remplacer toutes leurs cartes d'extension existantes,,.

### Adaptabilité pour les serveurs
En raison de ses performances supérieures et de sa gestion améliorée du bus, l'EISA a trouvé un certain succès sur le marché des serveurs. Il était particulièrement adapté aux tâches nécessitant une large bande passante, telles que l'accès aux disques et les opérations réseau.

## Gang of Nine
Le Gang of Nine est le nom informel donné au consortium de fabricants d'ordinateurs personnels, dirigé par Compaq, qui a créé le bus EISA. Compaq a été l'un des premiers fabricants de clones d'IBM PC et détenait la plus grande part de marché pour les ordinateurs à base de 386. Les membres rivaux reconnaissaient généralement son leadership. Les membres étaient:
- AST Research
- Compaq
- Seiko Epson
- Hewlett-Packard
- NEC
- Olivetti
- Tandy Corporation
- Wyse Technology
- Zenith Data Systems

## Détails techniques
| Largeur du bus                        | 32 bits                               |
| Comptabilité avec                     | 8-bit ISA, 16-bit ISA, 32-bit EISA    |
| Pins                                  | 98 (isa compatible) + 100 (EISA)      |
| VCC                                   | +5 V, −5 V, +12 V, −12 V              |
| Horloge                               | 8.33 MHz                              |
| Débit de données théorique (32 bits)  | environ 33 MB/s (8,33 MHz × 4 octets) |
| Débit de données utilisable (32 bits) | environ 20 MB/s                       |

De même, Windows 95, avec sa capacité Plug-and-Play, n'était pas en mesure de modifier la configuration des cartes EISA, mais il pouvait détecter les cartes, lire leur configuration et reconfigurer le matériel Plug-and-Play pour éviter les conflits de ressources,. Windows 95 tentait également d'installer automatiquement les pilotes appropriés pour les cartes EISA détectées.